# A day (原田真二の曲)
「a day」（ア・デイ）は、1979年9月21日にリリースされた、原田真二8作目のシングル。

## 解説
- 1979年8月後半、「つま恋」・「合歓の郷」でのコンサートで『natural high』のアルバムツアーにあたるSHINJI STAGE WAY '79に一段落つけ（残るは12月の武道館）、「スウィート・ベイビー」から半年ぶりのリリース。
- “今だけがよければそれでいいのか”原田公認のベスト・アルバムの解説にも、「この作品と次作「MARCH」の歌詞の内容は、当時の状況を考えるととても深いものがある」[1]と記されている。
- B面は、一般発売においてアルバム未収録・未CD化。

## 収録曲
両曲　作詞・作曲・編曲：原田真二
1. a day　(3:57)
2. I Love You Gently　(3:09)

## Musicians
a day
原田真二： アコーステックピアノ・バッキングボーカル
古田 "チャバシ" たかし： ドラムス／関雅夫： エレクトリックベース／青山徹： エレクトリックギター
新井英冶： トロンボーン／トマト： ストリングス
I Love You Gently
原田真二： アコーステックピアノ・チューブラーベル・バッキングボーカル
古田 "チャバシ" たかし： ドラムス／関雅夫： エレクトリックベース／青山徹： エレクトリックギター／シバタヨシヤ： ローランドストリングスCP-80
岐英史： アルトサックス／岸義和： トランペット／三田治美： トロンボーン／トマト： ストリングス

## 収録アルバム
- 『GOLDEN☆BEST 原田真二 OUR SONG〜彼の歌は君の歌〜』